# Acalolepta aureofusca
Acalolepta aureofusca es una especie de escarabajo longicornio del género Acalolepta, tribu Monochamini, subfamilia Lamiinae. Fue descrita científicamente por Aurivillius en 1917.
Se distribuye por Australia y Papúa Nueva Guinea. Mide aproximadamente 15-30 milímetros de longitud.